# Euterio di Tiana
Euterio di Tiana (in latino Eutherius Tyanensis; fl. V secolo) è stato vescovo di Tiana, in Cappadocia, nella prima metà del V secolo d.C.
Sostenitore dell'eresia nestoriana e avversario di Cirillo di Alessandria, fu scomunicato nel Concilio di Efeso (431) ed in seguito esiliato.

## Opere
A lui è attribuita una sintetica opera in lingua greca di contenuto teologico e soprattutto cristologico, l'Antilogia, più conosciuta con il titolo latino Confutationes quarumdam propositionum (edita nel 1964 dal filologo tedesco Martin Tetz): in essa, con uno stile raffinato e facendo ampio uso di figure retoriche, l'autore si difende dalle accuse degli avversari e confuta alcune espressioni che egli considera eterodosse e non conformi alla corretta dottrina cristiana, lasciando trasparire qui e lì, anche a livello terminologico, la sua adesione al nestorianesimo. Inserendosi a pieno titolo nel dibattito cristologico del V secolo, Euterio - come Nestorio - si pone infatti l'obiettivo di non unire troppo l'umanità e la divinità di Cristo e quindi di tenere ben distinte le due nature, per scongiurare il rischio di confonderle (come sarà per i monofisiti) ed evitando così di cadere nel teopaschismo o nell'apollinarismo; tuttavia ciò avviene a discapito dell'unicità della persona del Figlio. La questione sarà in qualche modo risolta nel Concilio di Calcedonia (451), che decreterà nell'unica persona del Figlio l'esistenza di entrambe le nature di Cristo, quella divina e quella umana, "unite" ma non confuse, "distinte" ma non divise. 
Di Euterio si conservano inoltre, benché solo in traduzione latina, cinque lettere, contenute nella Collectio Casinensis ed indirizzate a vescovi suoi contemporanei.